# Episodi di Ugly Betty (terza stagione)
La terza stagione della serie televisiva Ugly Betty è stata trasmessa negli Stati Uniti dal 25 settembre 2008 sul network ABC.
In Italia la terza stagione è andata in onda in prima visione assoluta, dal 6 gennaio 2009 al 27 luglio 2009, alle ore 21:00, su Fox Life di Sky. In chiaro la terza stagione è stata trasmessa dal 9 novembre 2010 alle 17:35 su Italia 1.
| nº | Titolo originale                            | Titolo italiano                         | Prima TV USA      | Prima TV Italia  |
| -- | ------------------------------------------- | --------------------------------------- | ----------------- | ---------------- |
| 1  | The Manhattan Project                       | Una nuova vita                          | 25 settembre 2008 | 6 gennaio 2009   |
| 2  | Filing for the Enemy                        | Lavorare per il nemico                  | 2 ottobre 2008    | 6 gennaio 2009   |
| 3  | Crimes of Fashion                           | Crimini di moda                         | 9 ottobre 2008    | 13 gennaio 2009  |
| 4  | Betty Suarez Land                           | Betty Suarez Landia                     | 16 ottobre 2008   | 13 gennaio 2009  |
| 5  | Granny Pants                                | Le mutande della nonna                  | 23 ottobre 2008   | 20 gennaio 2009  |
| 6  | Ugly Berry                                  | Ugly Berry                              | 30 ottobre 2008   | 27 gennaio 2009  |
| 7  | Crush'd                                     | Come un giorno di neve                  | 6 novembre 2008   | 3 febbraio 2009  |
| 8  | Tornado Girl                                | Tornado Girl                            | 13 novembre 2008  | 10 febbraio 2009 |
| 9  | When Betty Met YETI                         | È il mio lavoro                         | 20 novembre 2008  | 17 febbraio 2009 |
| 10 | Bad Amanda                                  | Perfida Amanda                          | 4 dicembre 2008   | 24 febbraio 2009 |
| 11 | Dress for Success                           | Pubbliche relazioni                     | 8 gennaio 2009    | 3 marzo 2009     |
| 12 | Sisters on the Verge of a Nervous Breakdown | Sorelle sull'orlo di una crisi di nervi | 22 gennaio 2009   | 10 marzo 2009    |
| 13 | Kissed Off                                  | Evitata                                 | 5 febbraio 2009   | 17 marzo 2009    |
| 14 | The Courtship of Betty's Father             | Una fidanzata per papi                  | 12 febbraio 2009  | 17 marzo 2009    |
| 15 | There's No Place Like Mode                  | Nessun luogo è come Mode                | 19 febbraio 2009  | 24 marzo 2009    |
| 16 | Things Fall Apart                           | Il crollo                               | 26 febbraio 2009  | 31 marzo 2009    |
| 17 | Sugar Daddy                                 | Duello in cucina                        | 5 marzo 2009      | 7 aprile 2009    |
| 18 | A Mother of a Problem                       | La madre di tutti i problemi            | 12 marzo 2009     | 14 aprile 2009   |
| 19 | The Sex Issue                               | A proposito di sesso                    | 19 marzo 2009     | 21 aprile 2009   |
| 20 | Rabbit Test                                 | Il test del coniglio                    | 30 aprile 2009    | 29 giugno 2009   |
| 21 | The Born Identity                           | L'identità del neonato                  | 7 maggio 2009     | 6 luglio 2009    |
| 22 | In the Stars                                | Tra le stelle                           | 14 maggio 2009    | 13 luglio 2009   |
| 23 | Curveball                                   | Palla curva                             | 21 maggio 2009    | 20 luglio 2009   |
| 24 | The Fall Issue                              | Il problema della caduta                | 21 maggio 2009    | 27 luglio 2009   |

## Una nuova vita
- Titolo originale: The Manhattan Project
- Diretto da: Victor Nelli Jr.
- Scritto da: Silvio Horta

### Trama
Betty si è lasciata alle spalle sia Henry che Gio, rifiutando entrambe le loro proposte di lavoro, ed è partita per una lunga vacanza in California. Al suo rientro a New York è più grintosa che mai, porta con sé un raccoglitore pieno nuove idee, il lancio di nuove "Mode", e, per il futuro, una lista di tre propositi: più responsabilità lavorative, niente situazioni romantiche e coinvolgimenti sentimentali, e infine, per vivere da sola, un appartamento in affitto. Ritornando al lavoro, però, avrà una brutta sorpresa quando scoprirà che Daniel è stato trasferito al magazine "Player", un'altra rivista del gruppo Meade specializzata in videogiochi.
Ai piani alti gli oscuri progetti di Wilhelmina prendono corpo: sempre affiancata dal fidato assistente Marc, da quando è stata nominata redattore capo, tenta in tutti i modi di manipolare Alexis per sabotare "Hot Flash", la rivista di Claire, per concentrare così tutte le risorse disponibili, sulla prima uscita di "Mode". Betty, nel frattempo, anche se osteggiata dal padre e dalla sorella, è decisa a cercare un appartamento, ma, così desiderosa di andare a vivere da sola, si ritrova in un appartamento in condizioni disastrose, veramente un cattivo affare. A causa di un ambiente decisamente diverso da quello della rivista di moda è altrettanto disastroso il suo esordio come assistente di Daniel al "Player". Hilda, all'insaputa della famiglia, continua a portare avanti la relazione con l'allenatore Diaz nonostante abbia scoperto che è sposato, mentre Ignacio ha trovato lavoro in un fast food, ma deve sopportare le angherie della sua responsabile, Kimberly, che è la stessa ragazza che tormentava Betty ai tempi del liceo, la quale, alla fine, lo licenzia.
Betty e Hilda, quindi, decidono di affrontarla, ma la discussione si accende trasformandosi in rissa. Wilhelmina, intanto, riesce nel suo intento: Alexis comunica alla madre che ha intenzione di trasformare la sua rivista in un inserto. Claire, allora, vedendo declassata "Hot Flash", reagisce mettendo in guardia la figlia sulle reali intenzioni di Wilhelmina, la quale, a suo dire, sta mettendo l'uno contro l'altro i membri della famiglia Meade per annientarli e potere prendere il comando dell'intera compagnia. Daniel gestisce con difficoltà il rapporto con il figlio, irrequieto e disobbediente, tentando invano di imporre la propria autorità, ma poi, su consiglio della madre, gli parla con il cuore in mano riuscendo a ottenere la sua benevolenza. 
Hilda decide di mettere il padre al corrente delle difficoltà di Betty con la nuova casa e allora, tutti insieme, Ignacio, Justin e Hilda, si mettono al lavoro per ristrutturare l'appartamento. Betty si rende conto di avere sbagliato a non ascoltare l'invito della sua famiglia a essere prudente nelle decisioni, comprendendo anche di avere esagerato nei confronti di Kimberly, così alla fine va a trovarla al fast food per scusarsi, convincendola a riassumere Ignacio. Finalmente Betty si gode l'appartamento rimesso a nuovo, soddisfatta di essere già riuscita in due dei suoi buoni propositi: vive per conto suo nella "City" e ha iniziato ad ambientarsi assumendosi maggiori responsabilità nel lavoro. Adesso non le resta che evitare ogni tipo di coinvolgimento sentimentale, ma l'impresa si rivelerà ben presto ardua. Betty, infatti, fa la conoscenza del suo nuovo vicino di casa, Jesse, e nei suoi occhi si accende una strana luce.

## Lavorare per il nemico
- Titolo originale: Filing for the Enemy
- Diretto da: Michael Spiller
- Scritto da: Joel Fields

### Trama
Daniel è alla ricerca di nuove strategie per il “Player Magazine”, tentando di mostrarsi entusiasta del proprio lavoro, ma in realtà non è appagato e continua a pensare a “Mode”. Nemmeno Betty, dal canto suo, è soddisfatta del nuovo incarico, e, quando scopre che Daniel sta lavorando di nascosto sul menabò del nuovo numero di “Mode” in uscita, decide di andare a parlare con Alexis per convincerla a reintegrarlo mostrando le note personali di Daniel sulla bozza, facendole notare che a lui manca molto la rivista, alla quale ha ancora molto da dare. Alexis rifiuta fermamente, ma in realtà è incuriosita dal lavoro di Daniel, così si confronta con Wilhelmina, proponendole le correzioni; quando Wilhelmina si accorge che le note sono opera di Daniel, però, ribatte affermando che lui non ha più alcun potere sulla rivista.
Alexis, quindi, dice che è stata Betty a farle vedere gli appunti di Daniel, con i quali si trova pienamente d'accordo e la obbliga a prenderli in considerazione. Wilhelmina è furiosa, perché ha capito che Betty è diventata un problema per lei da quando sta tentando di fare reintegrare Daniel; dunque decide che è giunto il momento di portarla dalla propria parte. La invita a pranzo e le propone di lasciare il lavoro con Daniel per ritornare a “Mode” come sua assistente, con tanto di aumento di stipendio. Betty sul momento rifiuta, ma nel profondo è combattuta, perché desidera fortemente riavere il suo vecchio lavoro. Il giorno dopo Wilhelmina incontra Daniel in ascensore, e, con sarcasmo, gli parla del suo colloquio con Betty e dell'offerta di lavoro che le ha rivolto. Daniel allora va su tutte le furie, rimproverando Betty per non averlo informato della proposta di Wilhelmina. Lei dice che è desolata, perché non vorrebbe lasciarlo, ma che lavorare al “Player” non la rende felice, cercando di farlo riflettere sulla possibilità di tornare anche lui a “Mode”. Daniel, contrariato, ribatte che non ne ha alcuna intenzione, e invita Betty ad accettare il lavoro per Wilhelmina, se è davvero quello che desidera.
Betty, quindi, rientra a “Mode” al servizio di Wilhelmina, che sta organizzando il party per il lancio della rivista, trovandosi immediatamente sommersa di incarichi difficili, uno più di tutti: Wilhelmina le chiede di prendere a noleggio da un museo una preziosissima tiara da indossare la sera della festa. Betty crede che Wilhelmina la odi e che la stia tormentando in modo da trovare un buon motivo per licenziarla, quindi si impegna al massimo per ottenere la tiara e, alla fine, ci riesce. Wilhelmina è molto impressionata delle capacità di Betty e le dice la verità: la tiara era solo un modo per metterla alla prova, esattamente come aveva fatto Fey Sommers con lei ai tempi in cui era la sua assistente. Betty ha dimostrato di essere l'unica, oltre a Wilhelmina, in grado di riuscire in un'impresa del genere. Wilhelmina, dunque, propone a Betty di diventare la sua protégée, con il ruolo di prima assistente, al posto di Marc, e la incarica dell'intera organizzazione del party. Marc è fuori di sé dalla rabbia, ma Betty si scusa con lui, implorando il suo aiuto nella preparazione della festa. Daniel, nel frattempo, viene messo al corrente che i nonni di DJ stanno intentando un procedimento legale per riaverlo in Francia, e, prima di iniziare la battaglia legale per tenerlo con sé, decide di parlargli e chiedergli cosa realmente desideri. DJ risponde che i nonni gli mancano, ma che vuole rimanere vicino al padre. Hilda sta frequentando Tony, il quale la invita per una cena romantica approfittando dell'assenza della moglie. Betty, però, scopre alcune foto sul cellulare del coach che lo ritraggono insieme a un'altra donna e, sconvolta, decide di mostrarle alla sorella.
Hilda quindi è costretta a confessare a Betty che, in realtà, Tony è sposato, ricevendo da lei un duro rimprovero. La sera della cena Tony non si presenta al ristorante per un imprevisto con la moglie; Hilda ne rimane profondamente delusa. Christina, intanto, sta vivendo un periodo difficile, perché ha il sospetto che il marito abbia ripreso a drogarsi, così preleva una ciocca dei suoi capelli e la porta ad analizzare. Quando ottiene i risultati e scopre che sono positivi lo affronta duramente accusandolo di averla usata, estorcendole i soldi per comprare la droga, ma lui reagisce in maniera molto brusca, andandosene via furioso. Wilhelmina affida a Marc alcuni sacchi colmi di corrispondenza da distruggere, ma Marc scarica il compito a Betty la quale, non appena scopre che si tratta di lettere di tanti lettori indirizzate a Daniel che esprimevano apprezzamenti per il suo lavoro come redattore capo di Mode, e che Wilhelmina aveva appositamente occultato, decide di mostrargliele per convincerlo finalmente a ritornare. Arriva la sera del party di lancio del nuovo “Mode” e Betty, che si è resa conto di essersi messa in una brutta situazione accettando il lavoro per Wilhelmina, consegna a quest'ultima la sua lettera di dimissioni.
Mentre sta per abbandonare la festa Betty vede Daniel arrivare insieme ad Alexis, la quale affronta Wilhelmina dicendole che il primo numero del nuovo “Mode” è stato un totale fallimento, per cui la declassa di nuovo a direttore creativo, annunciando pubblicamente il ritorno di Daniel come redattore capo. Wilhelmina, infuriata, si scontra con Claire, la quale le ricorda che il suo destino alla Meade Publications è legato solamente al nascituro figlio di Bradford e la minaccia davanti a tutti, dicendo di essere capace di qualsiasi cosa, pur di difendere i propri figli. Mentre la festa va avanti Christina sta per lasciare l'edificio, ma l'ascensore non arriva, così decide di usare le scale di servizio, ma improvvisamente qualcuno la spinge, lasciandola a terra priva di sensi.

## Crimini di moda
- Titolo originale: Crimes of Fashion
- Diretto da: Victor Nelli Jr.
- Scritto da: Henry Alonso Myers

### Trama
È il giorno dopo la festa, quello in cui Daniel e Betty fanno ufficialmente rientro a "Mode". Appena arrivati Daniel, di tutta fretta, consegna a Betty un impermeabile impolverato da portare in lavanderia e le chiede di rispondere, a chiunque dovesse rivolgerle qualche domanda al riguardo, che dopo il party di Mode sono stati a lavorare fino a tardi alla redazione del "Player". Betty si dimostra stupita del fatto che Daniel le stia chiedendo di mentire, quando all'improvviso Marc annuncia pubblicamente che Wilhelmina si trova in ospedale perché la sua madre-surrogato, Christina, la sera precedente, è caduta per le scale ed è stata ricoverata in ospedale in stato di incoscienza, ma rassicura tutti sulla salute del bambino. Betty è allarmata e corre a fare visita all'amica stilista, la quale le racconta di essere stata spinta da qualcuno. Intanto Wilhelmina cerca di sfruttare la situazione a proprio favore, creando scompiglio e facendo la parte della vittima disperata, per distogliere l'attenzione dei media dall'insuccesso dell'uscita di "Mode" .
Inoltre offre una ricompensa di centomila dollari a chiunque le fornisca informazioni utili a identificare il colpevole. Alcuni poliziotti arrivano alla redazione per ricostruire l'accaduto e raccogliere le testimonianze: la prima a essere interrogata è proprio Betty. Nel momento in cui l'ispettore le domanda dove si trovasse il suo capo la sera prima, alla fine del party, Betty crolla e confessa che Daniel le ha chiesto di dire il falso, facendolo immediatamente diventare l'indiziato numero uno. Infatti il giorno dopo, proprio mentre Betty sta raccontando a Daniel dell'errore che ha commesso durante l'interrogatorio, la polizia irrompe nel suo ufficio per arrestarlo, sostenendo di avere ritrovato, vicino al luogo del delitto, un'impronta di scarpa che corrisponde alla suola di un paio di sneakers dorate che gli appartengono. Daniel riesce a uscire su cauzione, ma la sua innocenza resta ancora da dimostrare, così Betty decide di andare a parlare ancora con Christina alla ricerca di qualche indizio, venendo così a sapere della sua lite con Stuart, avvenuta proprio la sera della festa.
Betty si convince che possa essere stato lui il colpevole e rimprovera Christina per non avere raccontato tutto alla polizia; poi, quando incontra Stuart nel corridoio dell'ospedale, mentre si sta recando a fare visita alla moglie, lo accusa apertamente. Lui però risponde che non sarebbe mai capace di fare del male alla donna che ama e che ha ripreso a drogarsi perché la cura sperimentale non ha funzionato e gli resta ancora poco tempo da vivere. Betty è desolata e lo invita a mettere al corrente Christina su come stanno realmente le cose. Nel frattempo Hilda ha chiesto a Betty di potere prendere in prestito il suo appartamento per trascorrere un po' di tempo con Tony e parlare con lui del loro futuro. Una mattina, a casa di Betty, Tony decide di fare una doccia mentre Hilda esce a comprare un po' di gelato, quando all'improvviso entra Ignacio e sorprende l'allenatore mentre esce dalla doccia, chiedendogli come mai si trovi lì.
Subito dopo arriva anche Hilda e, mentre Tony imbarazzato nel trovarsi tutto nudo davanti a Ignacio, prende i pantaloni per rivestirsi, la sua fede nuziale cade a terra: Ignacio quindi viene a sapere che, in realtà, l'allenatore Diaz ha una moglie e se ne va arrabbiato. Betty, decisa a scoprire la verità su ciò che è accaduto a Christina, va a parlare con il vigilante della Meade Publications, chiedendo di avere i nastri con le registrazioni delle telecamere di sicurezza della sera del tentato omicidio, ma lui le rivela che, la mattina dopo il fatto, i nastri erano spariti e aggiunge di avere già raccontato del furto a una ragazza bassa e bionda della polizia che era andata a prelevare le cassette. Betty, insospettita dalla descrizione della “ragazza bassa e bionda”, pensa che possa trattarsi di Amanda e la affronta chiedendole spiegazioni. Amanda confessa che in realtà è stata proprio lei ad andare a richiedere le cassette perché le servono i soldi della ricompensa promessa di Wilhelmina a causa di alcuni problemi economici. Poi, quando Betty le chiede di ricordare ciò che ha visto la sera della festa, lei racconta di avere sorpreso Marc nell'ufficio di Wilhelmina mentre urlava contro di lei e la prendeva a schiaffi. Entrambe, quindi, pensano che Marc, assalito dal rimorso, si stesse sfogando contro Wilhelmina per avergli chiesto di aggredire Christina e così sospettano che sia lui il colpevole. Quando vanno a chiedergli come stiano realmente le cose lui afferma di non essere responsabile della caduta e confessa che in realtà non stava urlando contro Wilhelmina, ma contro una bambola di plastica con le sembianze di Wilhelmina, cosa che fa spesso quando ha bisogno di sfogarsi per il modo in cui si sente continuamente umiliato da lei. Poi aggiunge che l'ultima volta che ha visto Christina è stato davanti all'ascensore, mentre Claire Meade le si avvicinava, ubriaca, urlandole contro.
Betty è sconvolta e decide di andare a parlare con la signora Meade, insieme a Marc e Amanda. Claire spiega a Betty che non è lei la responsabile di ciò che è accaduto, perché quella sera aveva bevuto a tal punto da non reggersi più in piedi e infatti, davanti all'ascensore, si è accasciata addosso a Christina, che l'ha sorretta fino allo spogliatoio, dove l'ha lasciata insieme alla figlia, Alexis, che si trovava lì. Betty e gli altri due vanno quindi a parlare anche con Alexis, la quale giustifica Claire per avere bevuto, visto il periodo difficile che la famiglia sta attraversando, ma dichiara di non sapere nulla sul tentato omicidio perché, mentre Christina lasciava l'edificio, lei stava chiamando un taxi per la madre ubriaca. Betty, Marc e Amanda, allora, decidono di tornare sulla scena del crimine, per ricostruire la dinamica: Betty si accorge che il pavimento del pianerottolo su cui Christina è finita dopo la caduta è pieno di polvere, e si ricorda dell'impermeabile impolverato che Daniel le aveva dato da fare lavare. Poi va nel suo ufficio e scopre che la cassetta rubata delle registrazioni di sicurezza è nascosta nella ventiquattrore di Daniel.
Sconvolta guarda il video e scopre che si tratta di una registrazione delle telecamere di sicurezza, che ritrae Daniel intento in un rapporto sessuale con l'avvocatessa che si occupa della custodia di Daniel Junior. Betty quindi affronta Daniel, chiedendogli perché mai abbia occultato la prova della sua innocenza e lui le spiega che quel filmato potrebbe compromettere l'esito della causa di affidamento di DJ, quindi lo nasconde per non rischiare di perdere suo figlio. Betty, a quel punto, abbraccia Daniel, felice di avere creduto in lui fin dall'inizio e, subito dopo, Daniel le chiede di restituire l'impermeabile pulito ad Alexis. Betty, confusa, gli chiede spiegazioni e lui risponde che Alexis glielo ha chiesto in prestito un paio di giorni prima. A questo punto Betty comprende la verità e va a parlare con Alexis, dicendole di sapere che è stata lei a spingere Christina.
Alexis prova a negare, ma poi crolla e racconta come sono andate le cose: la sera della festa, dopo avere litigato con Wilhelmina, stava per lasciare la redazione, quando le si è rotto un tacco. Ricordandosi che lei e Daniel portano lo stesso numero di scarpe è andata nel suo ufficio per cercarne un paio e ha trovato le sneakers dorate. Dopo avere indossato le scarpe nello spogliatoio ha visto Christina entrare insieme a Claire, ubriaca e distrutta, così la rabbia nei confronti di Wilhelmina, responsabile di tutti i problemi della sua famiglia, ha preso il sopravvento facendole avere delle strane allucinazioni.
Improvvisamente Alexis ha iniziato a vedere sulla sagoma di Christina il volto malefico di Wilhelmina e così l'ha seguita fino alle scale e lì ha avuto l'istinto di spingerla giù. Una volta realizzato ciò che aveva commesso è scesa per assicurarsi che fosse viva, sporcando l'impermeabile di polvere, ha chiamato i soccorsi ed è scappata. Alexis decide di confessare la verità alla madre e al fratello e poi di costituirsi alla polizia. Intanto Wilhelmina, venuta a conoscenza dei problemi di Christina con la salute del marito, è mossa a compassione e inizia a prendersi davvero cura di lei. Quando i poliziotti arrivano alla redazione di "Mode" Alexis chiede di avere un minuto per parlare in privato con la madre prima dell'arresto. In questo breve colloquio Alexis rivela di avere trovato, fra la posta di Daniel, il risultato del test di paternità di Daniel Junior e di avere scoperto così di essere lei il suo vero genitore.

## Betty Suarez Landia
- Titolo originale: Betty Suarez Land
- Diretto da: Michael Spiller
- Scritto da: Chris Black

### Trama
Gio è ritornato da Roma e non vuole più rivolgere la parola a Betty perché è ancora amareggiato per essere stato respinto. Alexis è stata arrestata per l'aggressione fatta a Christina. Betty cerca in tutti i modi di sistemare la situazione tra lei e Gio. I nonni di Daniel Junior sono arrivati dalla Francia per riprendersi il loro nipote, ma Daniel cerca di temporeggiare. Intanto Betty riesce ad avere una conversazione con Gio, ma non riesce a chiarirsi con lui. Wilhelmina nel frattempo ha convinto il Procuratore Distrettuale a incolpare Alexis di tentato omicidio e propone ad Alexis un accordo per ridurre le accuse, ma Alexis si rifiuta, decidendo di rimanere in carcere.
Betty, su richiesta della sorella, le presta casa per parlare con l'allenatore Diaz. La moglie di Tony Diaz lo segue a casa di Betty e crede che sia proprio Betty ad avere una relazione con lui. Quindi si reca al negozio di Hilda pregandola di chiedere a sua sorella di non frequentare più l'allenatore Diaz poiché è intenzionata a salvare il suo matrimonio. Hilda non le dice che è lei ad avere una storia con suo marito. Betty porta Daniel Junior a Coney Island insieme a Joe per depistare i suoi nonni. Daniel rivela a Betty che lui non è il vero padre di Daniel Junior, il quale, una volta ascoltata la conversazione, scappa. Claire, per fare cadere le accuse su Alexis, dice a Wilhelmina che proverà a convincere la stessa Alexis a cedere metà della sua quota della "Meade Publications" a Daniel e metà a Wilhelmina.
Daniel riesce a trovare Daniel Junior e decide di farlo tornare in Francia con i suoi nonni. Inoltre Daniel confessa a Betty che il suo vero padre è Alexis. Tony si presenta a casa di Hilda dicendole di avere detto a sua moglie di essere innamorato di un'altra donna. Hilda lo informa sulla visita ricevuta nel suo negozio aggiungendo di avere deciso di non volere più continuare la loro relazione, perché non vuole essere la causa della rottura con sua moglie. Alla fine della giornata Betty e Gio si chiariscono. Alexis, dopo essere stata scarcerata e avere accettato di cedere la sua quota della "Meade Pubblication", decide di partire per la Francia insieme al figlio. Tutta la famiglia Suarez si raduna intorno a Hilda per consolarla.

## Le mutande della nonna
- Titolo originale: Granny Pants
- Diretto da: Fred Savage
- Scritto da: Sheila Lawrence

### Trama
Kimmie Keegan sta cercando un lavoro, per cui si rivolge a Betty. Betty è combattuta, visto quello che le ha fatto in passato, quando frequentavano la stessa scuola; poi però decide di accantonare l'astio riuscendo a farla assumere a "Mode". Kimmie inizialmente viene snobbata da tutti, un po' come accadeva per Betty ai primi tempi, e durante una riunione viene avanzata l'idea di licenziarla. Betty si oppone e difende Kimmie. Betty la sostiene e la aiuta a ritrovare fiducia in sé. Kimmie per breve tempo si comporta come un'amica sincera, ma poi si associa ad Amanda e a Marc, snobbando Betty. Kimmie, finita sulle copertine dei giornali in relazione ad alcuni eventi mondani, viene nominata redattore associato di "Mode". Daniel sente il bisogno di creare una propria famiglia e prova a usufruire dei servizi di un'agenzia per trovare l'anima gemella. Il risultato ottenuto è una vera e propria sorpresa: la donna che incontra è Wilhelmina, ma questo disguido crea l'occasione per una serata di confronto e di distensione tra loro. Justin decide di partecipare alle selezioni per un musical di Broadway, ma viene scartato.

## Ugly Berry
- Titolo originale: Ugly Berry
- Diretto da: Ron Underwood
- Scritto da: Bill Wrubel

### Trama
Betty si trova in competizione con Kimmie: finalmente ha svelato la sua vera natura. Ignacio si prepara a votare per la prima volta come cittadino statunitense e Hilda approfitta del trambusto generale causato dalle elezioni per promuovere il suo negozio. Intanto Wilhelmina è decisa ad assumere un nuovo consulente finanziario che Daniel trova detestabile.
Betty propone un articolo sulla frutta più "in" di questo inverno, articolo che verrà pubblicato sulla rivista "Mode" e si fa aiutare dalla sua famiglia. Riesce a scoprire che un frutto molto particolare viene usato sempre da Adriana Lima, così riesce a ottenere la sua partecipazione per la copertina di marzo del "Mode". Kimmie non riesce a sopportare il fatto che Betty sia riuscita a superarla, così cerca di rovinare il suo compito, cercando accaparrarsi il suo progetto. Marc e Amanda sono respinti da Kimmie e propongono a Betty di collaborare con lei per mandare via Kimmie.
Daniel e Wilhelmina non sanno gestire la parte finanziaria del "Mode": Claire se ne accorge e impone loro di assumere un consulente. Wilhelmina incontra Connor Owens e gli propone di gestire la parte finanziaria della rivista. Lui rifiuta dicendo che ha problemi con Daniel che comunque decide di assumere Connor. Kimmie, ingannata da Marc, Amanda e Betty, si oppone a Wilhelmina e viene licenziata. Intanto il salone di bellezza di Hilda è pieno di gente e riceve la visita di un consigliere comunale del suo distretto che le dice di mettere in regola la sua attività.

## Come un giorno di neve
- Titolo originale: Crush'd
- Diretto da: Victor Nelli, Jr.
- Scritto da: Tracy Poust e Jon Kinnally

### Trama
Betty fa di tutto per farsi notare dall'affascinante vicino di casa, un musicista di nome Jesse, ma la sua vita diventa ancora più complicata quando si trova costretta a ospitare Amanda, rimasta senza casa. Marc ha difficoltà con la sua storia con Cliff quando quest'ultimo propone di vivere insieme. Daniel è riuscito ad assumere Connor e ad averlo dalla sua parte.
Betty invita il suo vicino, Jesse, a vedere la tv nel suo appartamento, e si prepara per questa occasione aiutata da Hilda e Justin. Amanda non ha molti amici a cui chiedere favori, così decide di andare a passare la notte da Betty, che così è costretta ad annullare il suo impegno con Jesse. La convivenza con Amanda rende Betty molto nervosa, ma non riesce a mandarla via. Cliff propone a Marc di andare a vivere con lui ma Marc non se la sente. Betty invita Jesse a suonare con la sua band al dopo festa del "Mode".
Wilhelmina fa delle ricerche su Connor e gli propone un incontro privato per parlare, ma si rende conto di essere infatuata di lui. Durante la sua esibizione Jesse dedica una sua canzone a Betty. Betty trova Amanda e Jesse che si baciano nel suo appartamento, così caccia via Amanda, delusa dal comportamento di Jesse. Connor mette in chiaro delle cose con Daniel e Wilhelmina: vuole lavorare dalla parte di tutti e due. Marc propone a Cliff di sposarlo. Amanda si chiarisce con Betty e capisce che Betty era interessata a Jesse.

## Tornado Girl
- Titolo originale: Tornado Girl
- Diretto da: John Terlesky
- Scritto da: Peter Elkoff

### Trama
Betty prende il posto di Daniel, dato che tutti i redattori hanno un ritiro annuale. Marc non vuole parlare con Amanda riguardo alla proposta di matrimonio che ha fatto a Cliff. Hilda non riesce a ottenere la licenza dal comune per mandare avanti il suo salone di bellezza in modo legale, così decide di continuare la sua attività in nero. Daniel incontra una ragazza di nome Molly, che in realtà è la ragazza di Connor.
Betty deve approvare un nuovo numero di "Mode", chiamato "L'occhio del ciclone della moda". Dopo che un tornado si è abbattuto in Kansas la copertina per il nuovo numero di "Mode" non è più molto adatta dato che si basa su un tornado, così Betty deve riuscire a fermare la distribuzione del magazine per evitare un disastro nelle relazioni pubbliche di "Mode".
Betty decide di andare in cerca di aiuto raggiungendo, insieme a Marc e Amanda, la tenuta dove i redattori stanno svolgendo il loro raduno. Il nuovo numero di "Mode" con la copertina attinente al tornado viene pubblicato da Wilhelmina e Daniel, nonostante gli sforzi di Betty. Tutti incolpano Betty per la copertina del magazine e Daniel inizia a sentirsi in colpa per avere accettato la proposta di Wilhelmina di pubblicare comunque il magazine. Betty scopre che Daniel non ha voluto bloccare la distribuzione del magazine. Il consigliere Rodriguez propone a Hilda un modo legale per continuare la sua attività. Marc confida a Betty di aver tradito Cliff alla festa che aveva organizzato proprio lei. Daniel confida alla stampa di avere fatto ricadere la colpa sulla sua assistente per aumentare le vendite. Marc rivela il suo tradimento a Cliff.

## È il mio lavoro
- Titolo originale: When Betty Met YETI
- Diretto da: Victor Nelli, Jr.
- Scritto da: Brian Tanen

### Trama
Nick Pepper, ex assistente negli uffici di "Mode", è diventato vice direttore del New York Review dopo essersi diplomato allo Y.E.T.I., un istituto per la preparazione dei giovani redattori, e racconta a Betty di come sia semplice diventare redattore dopo avere preso il diploma in quella scuola. Intanto Wilhelmina, invaghita del nuovo direttore finanziario di Mode, Connor Howens, è gelosa della sua fidanzata, Molly; quindi Mark, l'assistente gay di Wilhelmina, le consiglia di passare del tempo con lui. Betty fa domanda d'iscrizione allo Y.E.T.I., ma ha solo due giorni per creare la copertina della rivista, altrimenti dovrà aspettare un altro anno. Justin, il nipote di Betty, passa molto tempo con il suo amico Randy, che però prova vergogna a farsi vedere in giro con lui; così, quando Justin gli propone di andare a vedere uno spettacolo insieme a Broadway, Randy tronca la loro amicizia per tornare con i suoi "vecchi" amici.
Intanto Wilhelmina sfrutta un appuntamento di lavoro in Florida per passare del tempo insieme a Connor, che, di conseguenza, chiede a Daniel se può andare lui all'incontro scolastico per parlare del suo lavoro alla classe di Molly, la sua ragazza. Betty intanto cerca in tutti i modi di creare la copertina della "sua" rivista e chiede a Daniel se può scrivere una lettera di raccomandazione da presentare all'istituto Y.E.T.I. Wilhelmina intanto fa ubriacare Connor per poterlo conquistare, ma lui le spiega che è fidanzato e che tra poco si sposerà. Anche Mark ha fatto domanda di iscrizione allo Y.E.T.I., così Betty deve lottare a qualunque costo perché l'istituto non ha mai preso due persone che lavorano per la stessa rivista. Allora Betty si impegna e in una notte riesce a completare la copertina chiedendo a Daniel, se, in quanto capo della rivista "Mode", può controllare se la copertina della sua rivista va bene così.
Ma lui, non avendo avuto tempo, essendo stato tutto il giorno con la classe di Molly, non presta attenzione alle parole di Betty e le consiglia di scrivere la lettera di raccomandazione da sola, promettendo che l'avrebbe firmata a suo nome. Betty presenta la sua rivista, "B Magazine", ai direttori dello Y.E.T.I., ma, appena si convince che ce l'avrebbe fatta a infrangere i suoi desideri arriva Mark, ben vestito, pieno di autostima e con degli amici all'interno della rivista, che fanno perdere a Betty la speranza di poter entrare in quella scuola. Con sua grande sorpresa, però, Betty viene ammessa, e Mark le svela che alla commissione scolastica serviva una ragazza etnica, e che, per raggiungere la quota annuale, hanno preferito ammettere Betty perché ha origine latino-americane. Betty non voleva crederci, ma, malgrado tutto, Mark aveva ragione, e, sentendosi in un certo senso "sporca" per non avere superato le selezioni per ciò per cui lei aveva lavorato e creduto, lascia la scuola, lasciando libero il campo a Mark. Wilhelmina, rassegnata, smette di andare dietro a Connor, spostando la sua attenzione per la prima volta su Mark, facendogli i complimenti per essere stato ammesso allo Y.E.T.I. Infine Daniel si sente in colpa di non avere prestato attenzione a Betty, e, con qualche telefonata riesce a fare entrare Betty allo Y.E.T.I. che, finalmente felice, crea un rapporto amichevole con il suo ex rivale, Mark.

## Perfida Amanda
- Titolo originale: Bad Amanda
- Diretto da: John Putch
- Scritto da: Chris Black

### Trama
Betty è obbligata a scrivere un articolo assieme ad Amanda dal titolo "Come diecimila dollari hanno preso il volo senza spendere un centesimo". Amanda, per fare piacere a Betty, va a pagare l'affitto, ma glielo rubano. Alla fine tutto si aggiusta e Amanda troverà un secondo lavoro.

## Pubbliche relazioni
- Titolo originale: Dress for Success
- Diretto da: Matt Shakman
- Scritto da: Cara DiPaolo

### Trama
Betty e Mark iniziano a frequentare il corso allo Y.E.T.I. con il compito di trovare per la lezione successiva quaranta nuovi contatti. Così Betty, totalmente inesperta in questo campo, si fa aiutare da Mark, e, girando per locali segue le dritte dell'amico. A un certo punto le si avvicina una ragazza dall'aria simpatica, che, mentre Betty è in bagno, le guarda il cellulare dove ci sono le indicazioni per la nuova copertina di "Mode" (infatti sarebbe stata prevista la consegna di un particolare vestito che sarebbe stato indossato nientemeno che da Keira Knightley), ma la ragazza lavora per "Elle" (rivista che in concorrenza a "Mode"), così si reca per prima a ritirare il vestito.
Il giorno successivo Wilhelmina organizza una festa dove cerca di fare rimanere soli Daniel e Molly, affinché tra i due riaffiori la passione. Nel frattempo Betty lascia la festa per l'inaugurazione del nuovo impiego di Hilda per recarsi con Mark a rubare il vestito nel guardaroba di "Elle"; i due riusciranno nell'impresa e porteranno il vestito a casa di Wilhelmina, dalla quale nel frattempo Molly se ne è andata, confusa dopo la conversazione con Daniel. I due apprendisti avranno il permesso di restare e Betty rifiuterà le chiamate di Hilda per dedicarsi alla conoscenza di nuove "menti dell'editoria". La ragazza, ritornata a casa, scoprirà che il padre ha avuto un attacco di cuore. Molly rompe con Connor per stare con Daniel, così Connor va da Wilhelmina.

## Sorelle sull'orlo di una crisi di nervi
- Titolo originale: Sisters on the Verge of a Nervous Breakdown
- Diretto da: Lee Shallat-Chemel
- Scritto da: Henry Alonso Myers

### Trama
Betty è divisa tra il lavoro e la famiglia. Ignacio è stato dimesso ed è tornato a casa. Wilhelmina e Connor hanno trascorso un po' di tempo in Svizzera, invece Daniel e Molly hanno trascorso il loro tempo al mare. Le due coppie, per il momento, cercano di non rendere pubblico il loro tipo di relazione. Claire consiglia a Betty, per Ignacio, di consultare un altro dottore. Betty si rende conto che Hilda non è in grado di badare a Ignacio, così decide di prendere il controllo dell'intera situazione e porta suo padre da un dottore consigliato da Claire.
Quando le foto della vacanza di Daniel e Molly capitano nelle mani sbagliate Betty deve cercare di recuperarle per evitare che la notizia venga pubblicata. Marc capisce che Wilhelmina sta frequentando Connor e cerca di coprirla in ogni modo. Ignacio si rende conto che Betty e Hilda litigano di continuo per prendersi cura di lui, così decide di assumere una infermiera per alleviarle questo peso. Connor scopre che la sua ex ragazza si sta frequentando con qualcuno. Betty comunica ad Amanda che ha intenzione di ritornare a casa della sua famiglia.

## Evitata
- Titolo originale: Kissed Off
- Diretto da: Rose Troche
- Scritto da: David Grubstick

### Trama
Betty è tornata a vivere con la sua famiglia. Intanto l'infermiera di Ignacio è arrivata a casa Suarez; la donna si chiama Elena. Betty deve trovare qualcun altro a cui affittare il suo appartamento, per cui decide di farsi aiutare da Amanda che rimarrà a vivere lì con il nuovo compagno di stanza. Jesse, il vicino di casa di Betty, sembra improvvisamente interessato a lei e la bacia mentre stanno parlando. Daniel cerca di non farsi scoprire da Connor che, ormai, ha capito che Molly frequenta un altro uomo. Betty cerca di capire se Jesse prova un vero interesse per lei. Wilhelmina si sente rifiutata da Connor, cercando di capire cosa sta succedendo.
Connor confida a Daniel che ha scoperto che Molly, la sua ex ragazza, si sta frequentando con qualcuno, così decide di spiarla. Betty cerca di contattare Jesse, ma lui ignora le sue chiamate. La convivenza forzata con l'infermiera Elena non va molto bene a Ignacio. Wilhelmina mette in chiaro le cose con Connor, dicendogli che non deve pensare ancora a Molly. Betty riesce a parlare con Jesse, che la invita a cena. Connor scopre che Daniel sta frequentando Molly e si arrabbia con lui perché non glielo ha detto. Betty, dopo l'incontro con Jesse, capisce che non è il suo tipo. Betty lascia il suo appartamento a Marc e ad Amanda.

## Una fidanzata per papi
- Titolo originale: The Courtship of Betty's Father
- Diretto da: John Terlesky
- Scritto da: Peter Elkoff

### Trama
Betty crede che Claire abbia bisogno di attenzioni e decide insieme a Daniel di preparare una festa a sorpresa per i suoi sessanta anni, e, pensando a un regalo originale, decide di preparare in suo onore un video. Intanto Ignacio inizia a trovarsi a suo agio con Elena. Betty lascia la telecamera accesa per sbaglio e registra Ignacio mentre palpa il sedere a Elena, ma lei lo respinge. Quando Betty scopre l'accaduto ne parla con sua sorella Hilda, così le due decidono di fare qualcosa. Hilda parla con Elena riguardo all'accaduto. Daniel vuole fare un viaggio particolare con Molly.
Betty intervista gli amici di Claire per il suo video, ma non riesce a ottenere qualcosa di divertente, accorgendosi poi che Claire non ha delle vere amiche. Daniel invita Molly a cena presso un ristorante orientale, dove Connor e Molly erano clienti abituali. Dopo che Betty vede un bacio tra Ignacio ed Elena, Ignacio è costretto a confessarle la sua relazione con Elena. Betty decide di scusarsi con Elena per il suo comportamento e capisce che Ignacio deve essere libero di vivere la sua vita sentimentale. Hilda e Betty non sono contente di questa relazione e mettono in difficoltà Elena, che lascia improvvisamente la casa dei Suarez. Betty scopre che Claire ruba nei negozi e le chiede il perché di questo comportamento.

## Nessun luogo è come Mode
- Titolo originale: There's No Place Like Mode
- Diretto da: Bethany Rooney
- Scritto da: Sheila Lawrence

### Trama
A Betty è assegnato un compito assieme al suo nuovo partner Y.E.T.I. Matt Hartley, anche se Matt è in realtà più interessato a Betty che alla moda. I due devono intervistare uno squilibrato dall'accento tedesco, Heinrich, gravemente traumatizzato a causa degli eventi della "Iron Curtain". Christina va al lavoro anche durante la settimana della moda 2009 e Wilhelmina cerca di riconquistare la stampa dopo avere ricevuto diverse accuse.

## Il crollo
- Titolo originale: Things Fall Apart
- Diretto da: Tom Verica
- Scritto da: Henry Alonso Myers

### Trama
Betty ha a che fare con un ragazzo di nome Matt che ha continue attenzioni nei suoi confronti. Intanto una sua vecchia fiamma, Henry, le ha inviato una richiesta di amicizia su Facebook. Nel frattempo Connor deruba la compagnia Meade e si prepara a fuggire con i soldi. Chiede a Wilhelmina di fuggire con lui, ma lei decide di non andare, così Connor parte senza di lei. Intanto Molly dice a Daniel che ha il cancro e lo lascia.

## Duello in cucina
- Titolo originale: Sugar Daddy
- Diretto da: David Warren
- Scritto da: Brian Tanen

### Trama
La famiglia Suarez cerca di trovare dei soldi in contanti per comprare la casa tuttora in affitto, casa che il proprietario ha deciso di vendere. Intanto lo staff di "Mode" ha a che fare con le conseguenze dei recenti avvenimenti. Ignacio sfida a duello uno chef della televisione per vincere 10.000$ in palio con lo scopo di comperare la casa, così si sfidano, ma Ignacio perde perché lo show è truccato. Matt, il nuovo amico di Betty, le dona 10.000$ in forma anonima, ma Betty lo scopre perché dopo avere firmato la ricevuta della carta di credito, riconosce la scrittura, confessandogli che non vuole la sua carità. Però tutto finisce per il meglio in quanto Ignacio vende una sua ricetta allo chef Burrata, dello show televisivo, per 10.000$.
Intanto la Meade chiede al governo 75 milioni di dollari che non ottengono perché i paparazzi li fotografano mentre bevono un vino che costa 400$; il governo non sa che i soldi vengono dai fondi personali, così la Meade è costretta a chiudere.

## La madre di tutti i problemi
- Titolo originale: A Mother of a Problem
- Diretto da: Matthew Diamond
- Scritto da: Bill Wrubel

### Trama
Betty si presenta a casa di Matt ma incontra sua madre, Victoria Hartley, che inizialmente la scambia per una cameriera. All'arrivo di Matt il malinteso si chiarisce subito, ma Betty intuisce di avere fatto una cattiva impressione sulla donna; si lamenta di ciò con Matt, il quale decide di invitarla a un party organizzato dalla madre. Per fare una buona impressione Betty si rivolge a Claire Meade, che le consiglia di prepararsi sull'argomento di conversazione durante la cena, la tortura.
Nel frattempo Daniel e Wilhelmina cercano di assumere Miles Foster, un fotografo tanto geniale quanto costoso, e Wilhelmina si offre di pagare di tasca sua la parcella per il contratto: per questo si vede costretta a vendere a una casa d'aste pellicce, gioielli preziosi, e decisi tagli al budget per le sue spese personali, compreso lo spuntino pomeridiano, composto da caviale e champagne, sostituito da mandorle e acqua tonica, scatenando l'ironia della stampa. La sera del party Betty, durante la cena, viene messa a dura prova dalla madre di Matt che all'ultimo cambia l'argomento di conversazione proponendo futuro dell'opera. Betty inizialmente è in difficoltà, ma con l'aiuto di Matt ricorda un numero di Mode dedicato all'opera e riesce a fare un acuto intervento dinnanzi agli ospiti della cena. Successivamente Victoria parla con Betty e le consiglia di non vedere più suo figlio, perché non vede nulla in comune tra i due, data la distanza culturale e sociale; Betty offesa fugge dal party, ma viene intercettata da Matt e insieme lasciano la festa.
La stessa sera la famiglia Suarez organizza un appuntamento al buio tra Hilda e il consigliere Archie: la cena si svolge in maniera un po' bizzarra, ma alla fine Hilda accetta di uscire con il consigliere. Daniel fa visitare Molly da un famoso medico che le propone una cura sperimentale per il cancro; lei però rifiuta, visti gli effetti collaterali e le scarse possibilità di un esito positivo, determinata a vivere la vita alle sue condizioni anche se questo la ucciderà. Betty è ancora intenzionata a piacere alla madre di Matt, ma, dopo avere parlato nuovamente con Claire, capisce che non potrà mai piacerle, e l'unica cosa che può fare è "ripagarla con la stessa moneta"; Betty incontra per strada Victoria che non si scusa per quello che le ha detto, ma Betty l'affronta degnamente affermando che continuerà a frequentare suo figlio.

## A proposito di sesso
- Titolo originale: The Sex Issue
- Diretto da: Victor Nelli, Jr.
- Scritto da: Cara DiPaolo

### Trama
Betty si frequenta da un mese con Matt e la relazione funziona. Per conoscersi meglio il papà di Betty e Justin andranno in campeggio con Elena e i nipoti. Hilda, invece, continua a frequentare il consigliere comunale Archie, ma lei pensa di non piacergli molto. Wilhelmina intanto non riesce a dormire perché pensa sempre a Connor e nel lavoro non riesce a rendere al meglio.
Alla "Mode" si sta preparando il nuovo numero sul sesso e non si parla d'altro, soprattutto da quando Amanda e Marc scoprono che Betty non ha ancora fatto sesso con Matt.
Molly comunica a Daniel che vuole iscriversi a un concorso di poesie, così proporrà un componimento che declama dei loro rapporti intimi. Questo mette a disagio Daniel, che le chiede di cambiare argomento. Betty e Hilda si ritrovano in cucina dopo i loro appuntamenti: Hilda confida a Betty che trova il consigliere troppo innamorato di lei, questo la lusinga, ma non la stimola a conoscerlo meglio. Betty si infastidisce, perché invece la sua serata è andata male. Lei sperava di avere la sua prima volta con Matt ma è stata respinta, allora Amanda e Marc si offrono di aiutarla a essere più provocante possibile.
Le sorelle Suarez escono con i loro uomini; Hilda vuole mollare il consigliere, ma poco prima di scaricarlo, compare una ex di Archie, che fa ingelosire molto Hilda, che capisce quanto lo desideri veramente. Betty mette in pratica tutti gli insegnamenti di Marc e Amanda, ma ottiene solo una fuga di Matt, così lei inizia a pensare che sia colpa sua: così, spinta dai suoi due colleghi, il giorno dopo lo segue e scopre che va da un analista perché ha problemi con il sesso.
Betty torna in ufficio e parla con Daniel della poesia di Molly: gli dice che per lei è uno sbaglio la proposta di un'altra poesia al concorso, perché se Molly ha il coraggio di dichiarare il suo amore in pubblico, non capisce perché debba essere Daniel ad ostacolarla.
La sera vanno tutti nel locale dove si esibirà Molly, ma Betty si fa influenzare da quello che ha sentito dall'analista di Matt, sentendosi solo un numero; allora Matt le spiega che anche per lui non è facile, e che lei sarà la prima con cui lo farà con sentimento: lei si lascia convincere dalle sue dolci parole.

## Il test del coniglio
- Titolo originale: Rabbit Test
- Diretto da: Richard Heus
- Scritto da: Chris Black

### Trama
Le cose alla "Meade" non vanno bene, tanto che Daniel è costretto a licenziare molti impiegati, tra cui Amanda.
Intanto Matt invia a Betty un invito per partecipare all'annuale "Festa dell'uovo" organizzata dal padre, Calvin Hartley. Betty coglierà al volo l'occasione cercando di far incontrare Daniel con il padre di Matt, persona molto ricca e importante a livello internazionale, per cercare di ottenere fondi e risollevare l'agenzia di moda.
Matt non vuole che la ragazza organizzi un incontro, poiché il padre aveva sempre rovinato la vita al figlio. Betty non lo ascolta e fa entrare di nascosto alla festa Daniel, che riuscirà ad avere un incontro con il padre di Matt, che promette al capo della Meade un incontro di lavoro con lui, se indosserà i panni del coniglio per la festa in corso.
Daniel accetta e ottiene i soldi dal signor Hartley. Amanda, come molti altri dipendenti, viene riassunta.
Intanto un fotografo fa notare a Wilhelmina che non vi è molta somiglianza tra di lei e il piccolo nascituro, tanto che inizia a sospettare che il figlio possa essere di Cristina.
Quest'ultima difatti confessa che pochi giorni prima di avere fatto l'inseminazione artificiale aveva avuto un rapporto con il suo fidanzato e quindi fanno il test del DNA per capire di chi è in realtà il figlio.
Il test va a favore di Wilhelmina ma Cristina, visti i trascorsi di Wilhelmina, non è sicura della veridicità del test.

## L'identità del neonato
- Titolo originale: The Born Identity
- Diretto da: John Terlesky
- Scritto da: Steven Ross

### Trama
Alla festa per il finanziamento delle industrie Meade da parte del signor Hartley il bambino di Wilhelmina viene rapito da Christina, poi arrestata. La donna voleva fare condurre il test del DNA al bambino, per assicurarsi che fosse figlio di Wilhelmina; in realtà il bambino è di Christina, ma il test era stato falsificato. Marc inizia ad avere scrupoli sull'appoggiare sempre Wilhelmina nei suoi piani diabolici. Alla dichiarazione che William non è l'erede di "Bradford Meade" Claire e Daniel vogliono licenziare Wilhelmina, ma Hartley preferisce averla come alleata a "Mode" piuttosto che come nemica, e per questo lei potrà rimanere. Christina decide di lasciare Mode per ritornare con Stuart e il bambino a vivere in Scozia.

## Tra le stelle
- Titolo originale: In the Stars
- Diretto da: Paul Holahan
- Scritto da: Sheila Lawrence

### Trama
Ignazio propone a Elena di sposarlo, ma lei ottiene la possibilità di frequentare un corso per diventare infermiera professionista in California, allora l'uomo le regala un biglietto aereo e i due si accordano sul fatto che si sarebbero sposati in futuro.
Matt non prova più interesse per il giornalismo ma per l'arte, così sua madre parla con Betty: se la ragazza lo convincerà a non mollare il corso la madre le darà la possibilità di girare un servizio fotografico al planetario (Betty, Marc e Matt dovevano preparare un articolo più un servizio fotografico avente come tema la musica e lo spazio). La ragazza dapprima è d'accordo, poi, nel momento in cui cerca di dire a Matt di non rinunciare ai suoi sogni, viene raggiunta dal fidanzato che ha scoperto la sua combutta con la madre.
Solo successivamente, quando Matt capisce quanto sia importante il servizio per Betty, (il servizio migliore avrebbe dichiarato i vincitori dello Y.E.T.I., solo loro avrebbero avuto diritto a colloqui di lavoro e lettera di raccomandazione nelle riviste più prestigiose) invita Adele per il servizio, il quale però diventerà sfondo del matrimonio tra Daniel e Molly. Nel frattempo Karl offre a Claire il posto di redattore anziano con il diritto di veto su tutte le riviste del ramo "Meade", compresa "Mode", suscitando l'ira di Wilhelmina. Mentre Daniel prepara le valigie per il viaggio di nozze sente un tonfo provenire dal bagno: la moglie è stesa per terra priva di sensi.
- Guest star: Adele (sé stessa)

## Palla curva
- Titolo originale: Curveball
- Diretto da: Victor Nelli, Jr.
- Scritto da: Tracy Poust e Jon Kinnally

### Trama
Betty e Matt vengono invitati a vedere una partita di baseball da Henry e la sua nuova ragazza. Nel corso della partita Betty comincia a pensare alle differenze che ci sono tra l'ex ragazzo Henry e Matt, scoprendo di essere ancora un po' innamorata di Henry. Questo innamoramento rovinerà successivamente il suo rapporto con Matt. Intanto Molly, sapendo di dovere morire di cancro, cerca di convincere Daniel a trovarsi una nuova ragazza con cui vivere la sua vita.

## Il problema della caduta
- Titolo originale: The Fall Issue
- Diretto da: Tom Verica
- Scritto da: Silvio Horta

### Trama
Matt, testimone alla scena del bacio tra Henry e Betty, non ne fa parola con la sua ragazza, ma si aspetta che gliene parli lei per prima. Betty si è confidata con la sorella Hilda, ma quest'ultima ha cercato di dissuaderla dal raccontare la scena al fidanzato, dicendole che la sua confessione sarebbe stata rovinosa per il loro rapporto.
Betty crede, invece, che occorra essere sempre sinceri, per cui decide di dire tutto. Mentre sta per farlo viene interrotta: Penny, redattore editore di "Mode", nel cercare di cacciare dei piccioni dal balcone, cade dal 28º piano sfracellandosi al suolo. L'incidente mette fine all'incontro con Matt. Betty propone a Daniel una cerimonia per celebrare la defunta ma, nel frattempo, si trova costretta a competere con Mark per trovare gli appunti segreti di Polly, che, prima di morire, stava preparando un importante articolo per la rivista dedicato a Yves Saint Laurent.
Chi riuscirà a mettere le mani sopra agli appunti e scriverà l'articolo migliore avrà come premio il posto di redattore rimasto vacante. Sia Wilhelmina che Daniel, infatti, hanno - uno all'insaputa dell'altra - offerto l'avanzamento ai rispettivi assistenti. Non riuscendo a mettersi d'accordo i due hanno deciso di dirimere così la questione, trasformandola in una sorta di gara di merito.
Alla cerimonia di premiazione ai MAMA Awards, cui è candidata anche "Mode", alla fine Wilhelmina e Daniel risolvono la questione lanciando una monetina. Vince Betty, alla quale Daniel dà subito la notizia. Anche Daniel ha motivo di essere felice, perché "Mode" ha vinto il premio nella sua categoria. Anche se Mark gli ha sottratto il discorso di ringraziamento scritto da Molly, Daniel riesce a commuovere il pubblico con un discorso improvvisato, ispirato dalla presenza di Betty e della moglie, entrata in quel momento in sala dopo essere rimasta a casa a riposare in quanto febbricitante, e dedicato proprio a Betty e a come averla incontrata gli ha cambiato la vita e lo ha fatto crescere e diventare una persona migliore.
Quando però Daniel cerca di raggiungere Molly si rende conto che quella che ha avuto è stata solo una visione e, preso da un presentimento, si precipita a casa: in strada, davanti alla sua porta, è parcheggiata un'ambulanza e dei barellieri stanno portando via il corpo senza vita di Molly.
Matt e Betty hanno avuto un chiarimento. Lui le ha detto di averla vista insieme a Henry e di avere aspettato inutilmente che lei gliene parlasse. Betty cerca di scusarsi e chiede al ragazzo di continuare ad avere fiducia in lei, ma Matt non se la sente. Suo padre Karl gli racconta un aneddoto: quand'era giovane si era comperato una vecchia Norton Dominator; in seguito l'aveva cambiata e aveva avuto poi delle moto molto più belle, ma quella non l'aveva mai dimenticata, perché era stata il suo primo amore. Karl, inoltre, decide di affidare al figlio un posto alla Meade, che il giovane accetta.
Betty, recatasi nel suo nuovo ufficio, è seguita da Matt. I due hanno una spiegazione finale: lei gli dice - per scusarsi - che Henry è stato il suo primo amore e che non può certo rinnegarlo e una parte di lei lo amerà sempre. Dopotutto, gli dice, anche lui avrà un suo primo amore da ricordare, per cui potrà capirla. Ma Matt confessa che è lei, Betty, a essere il suo primo amore.
Intanto Wilhelmina, che aveva minacciato di raccontare una vecchia storia d'amore tra Karl e Claire da cui era nato un figlio, crede di avere messo con le spalle al muro Claire, cui ha chiesto di dimettersi da vice direttore della "Meade". Ma Claire ha raccontato tutto a Karl, che, ancora una volta la sostiene contro Wilhelmina. Quest'ultima, tornata a casa, contatta allora un cacciatore di taglie che dovrà recuperare il denaro sottratto da Connor. Con quei soldi lei potrà comperare la sua quota della Meade ed estromettere i rivali.
L’episodio si conclude con Daniel che, sotto shock, chiede a Betty di raggiungerlo: non appena la ragazza arriva, lo trova seduto sui gradini fuori casa disperato e i due si lasciano andare ad un profondo abbraccio.